# ヘーゼルナッツ

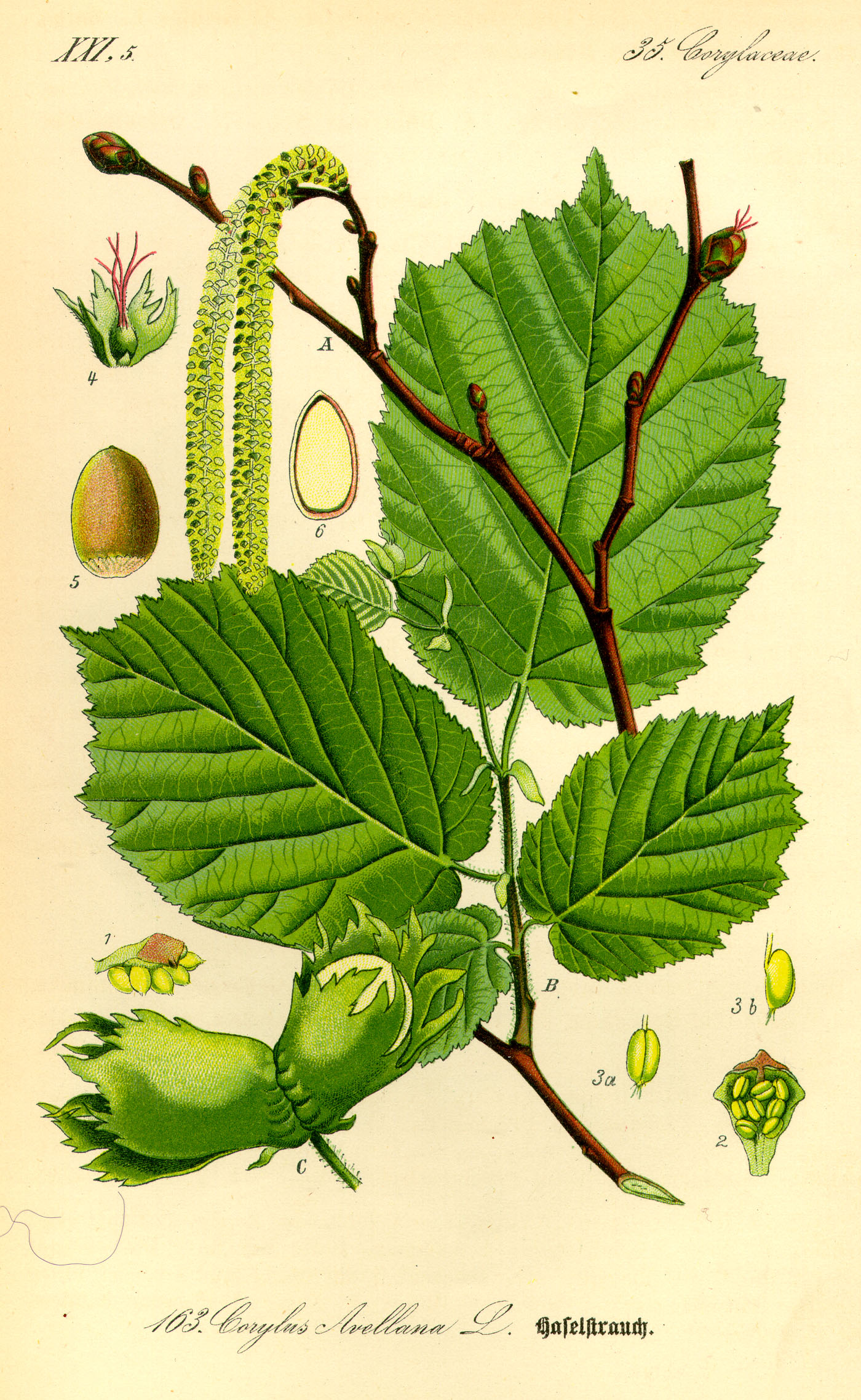
セイヨウハシバミ

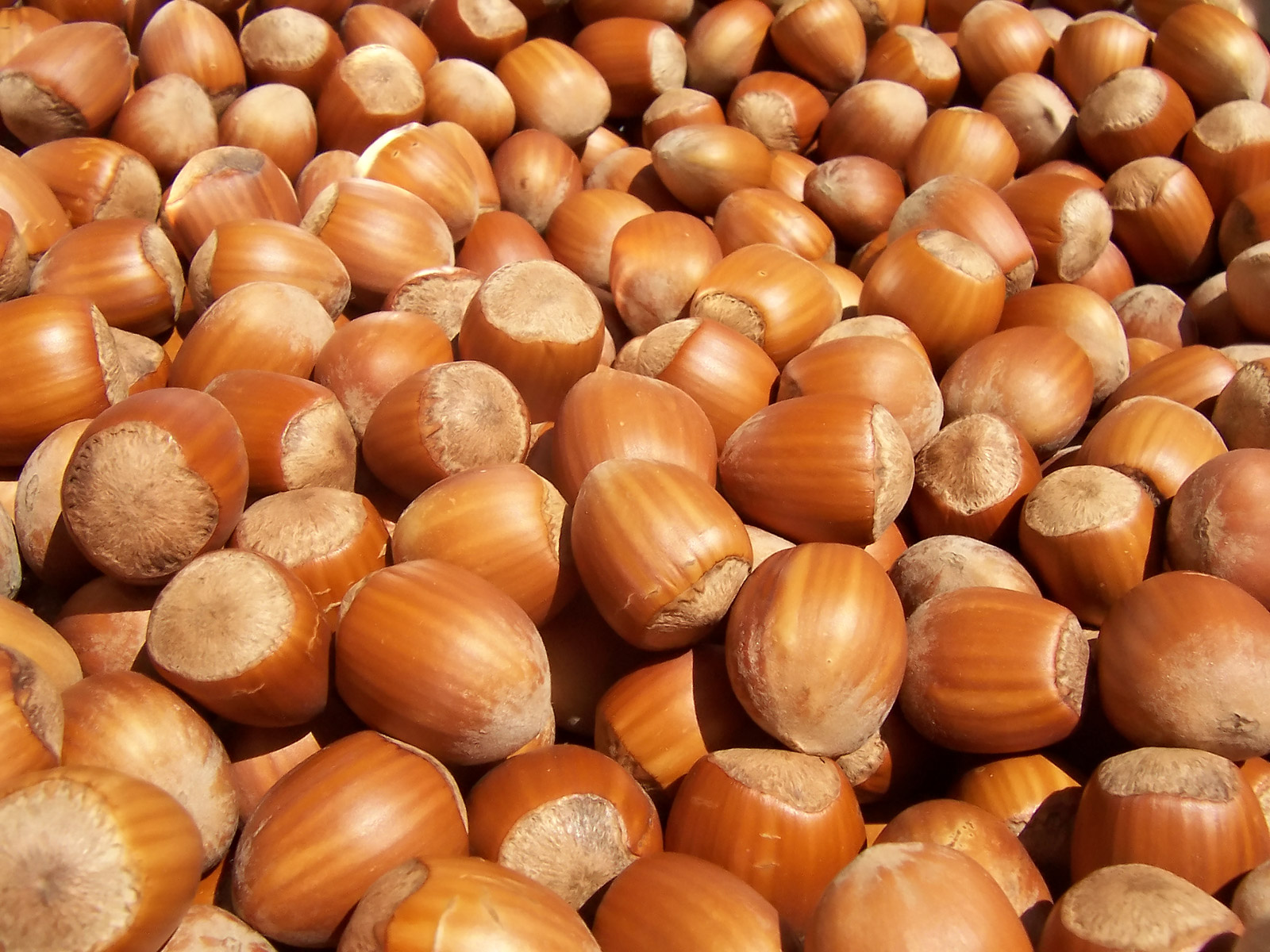
種実のヘーゼルナッツ

ヘーゼルナッツ（英: hazelnut）とは、カバノキ科ハシバミ属の落葉低木の果実（堅果）である。外見はドングリに酷似しているがブナ科ではなくカバノキ科であり、種類は全く異なる。また、大きさもドングリより大きい。食用に供される種実類（ナッツ）として世界に広く流通している、代表的なものの一つである。

## 栽培種
現在の栽培種は主にセイヨウハシバミ（Corylus avellana、コモンヘーゼル）である。中央アジアでの栽培が盛んで、日本に輸入されるものではその95%がトルコ産である。イタリアや日本国内（長野県）でも栽培されている。苗木を植えて3年程度で実がなりはじめ、約10年で成木になる。自然落下した実を収穫すればよく、病気にも強いため、草刈りなどを除けば手間は少ない。
一部は、セイヨウハシバミとムラサキセイヨウハシバミ（Corylus maxima、フィルバート）の雑種である。

## 歴史
セイヨウハシバミは小さいが強靭であり、氷河期後、ヨーロッパ北部へ分布を拡大した最初の低木であった。紀元前7万5000年から紀元前5500年の泥炭層からはセイヨウハシバミの花粉粒の出土数が他の木の花粉粒全てを総合したものよりも多く、分布の広さを物語っている。

## 食用
ほとんどが菓子に使われる。種皮を剥き、煎ってから食べるほか、製菓の材料として、クッキー、チョコレート、アイスクリームなどに用いられる。特にチョコレートとの相性が良く、代表的なチョコレート菓子にジャンドゥーヤがある。
また、欧米で人気のスプレッドであるヌテラは、ヘーゼルナッツのペーストを主原料とした加工食品である。カラメル化したものを砕いて粉状にしたものをプラリネと呼び、これはナッツを用いた菓子の中でも洗練度が高い。
浸潤させ風味を出し、ヘーゼルナッツ・リキュールとしても活用されている。また、コーヒーの着香にも用いられ、ヘーゼルナッツコーヒーと呼ばれる。香りの主成分はフィルベルトン（5-メチル-2-ヘプテン-4-オン）によるものである。
一般的なナッツ類の中では最も多く葉酸を含有する。
なお、セイヨウハシバミの同属異種であるハシバミ（榛、英語名：Asian Hazel）やツノハシバミ（角榛、英語名：Asian Peaked Hazel）の実も、中国、日本などでは同様に食用とされる。中国では年間2.5万トン以上が利用されているが、セイヨウハシバミの知名度と消費量に比べれば、ささやかな量にすぎない。

## 文化的側面

### 呼称
漢字では、広義の榛（はしばみ、ハシバミ属）の果実は「榛実」と表記する。日本語でも中国語でも変わりない（ただし、簡体字では「榛实」、繁体字では「榛實」。また、中国語では可食部は「榛子」と呼ぶほうが一般的）。とは言え、榛、角榛、西洋榛などといった種類によって呼称が変わることもある（あった）と思われる。片仮名での別名としてフィルビアード、ウィッチエール、ハルスなどがある。

### 色名
ヘーゼルナッツ（主にセイヨウハシバミの実）の色はヘーゼルと呼ばれ、榛色（はしばみいろ）と訳される。英語圏で淡褐色の虹彩を表現するのに用いられる（ヒトの虹彩の色#ヘーゼル（淡褐色））。